# Daniel Vermeulen
Pour les articles homonymes, voir Vermeulen.
Daniel Vermeulen, né le 14 avril 1948 à La Haye-Saint-Sylvestre et mort le 16 novembre 2005 à Beaumesnil, est un coureur cycliste français. Il est actif dans les années 1960 et 1970.

## Biographie
Daniel Vermeulen est originaire de La Haye-Saint-Sylvestre, une petite commune rurale de Normandie. Il commence le cyclisme en 1963 vers l'âge de quinze ans. 
Ancien membre de l'AC Sotteville, il se distingue chez les amateurs en obtenant plus de 90 victoires,. Il devient notamment champion de France des sociétés en 1966, avec plusieurs de ses coéquipiers. Quatre ans plus tard, il s'impose sur le Tour des Landes. 
Il passe finalement ensuite professionnel en 1973 dans l'équipe De Kova-Lejeune, alors qu'il est âgé de vingt-quatre ans. Lors de Paris-Roubaix, il se distingue en réalisant une échappée en solitaire de 110 kilomètres,. Il met cependant un terme à sa carrière dès le mois d'avril, marqué par la mort de son meilleur ami Yves Gougault, lui aussi coureur cycliste.
Après sa carrière cycliste, il devient chauffeur-routier. Il meurt le 16 novembre 2005 à l'âge de 57 ans. En 2013, un cyclo-cross est organisé en son hommage à Tournai-sur-Dive,. Ses fils Nicolas et Franck ont également été coureurs cyclistes, le second ayant été professionnel de 2012 à 2014.

## Palmarès
- 1966
  -  Champion de France des sociétés (avec Michel Roques, Christian Constantin, Robert Lucas et Bernard Roudeillac)
- 1967
  - Champion de Normandie des sociétés (avec Michel Roques, Christian Constantin et Robert Lucas)
  - Grand Prix de Saint-Hilaire-du-Harcouët
  - 2e du Prix de la Saint-Laurent
- 1969
  - 2e de Vernon-Barentin
- 1970
  - Champion de Normandie des sociétés
  - Trophée de la Manche
  - Tour des Landes :
    - Classement général
    - Une étape